# Équipe de Hongrie de rugby à XIII
L'Équipe de Hongrie de rugby à XIII, connue également sous le nom des « taureaux magyars », est la sélection qui représente la Hongrie dans les compétitions officielles. Elle a disputé son premier match officiel face à la République tchèque en juillet 2011, et son premier match comptant pour le classement international en octobre 2013 face à la Grèce.

## Histoire

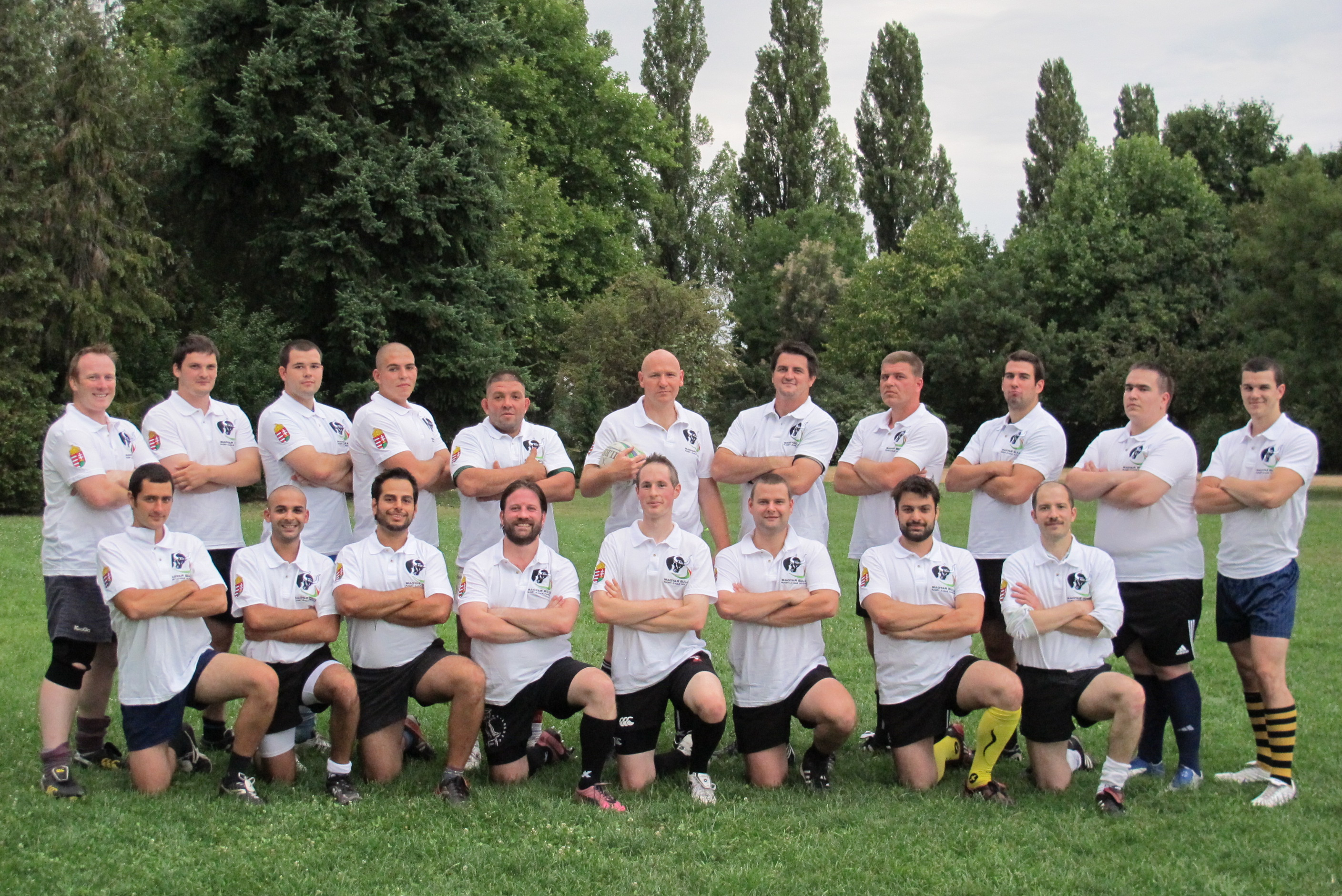
L'équipe de Hongrie, lors du premier test-match de son histoire.

L'équipe de Hongrie a été fondée à Budapest en mai 2011 par les membres d'un club, « les exilés du Budapest RFC », qui étaient désireux de s'essayer au rugby à XIII et aussi d'inviter d'autres clubs sportifs à envoyer des joueurs en vue de disputer une compétition officielle face à la République Tchèque.
De ses débuts modestes, un lundi soir, sur l'Île Marguerite, au milieu du Danube, l'équipe s'est agrandie pour être en mesure de sélectionner un noyau de 20 joueurs pour jouer contre la République tchèque. Le  23 juillet de la même année, l'organisation a vu les demandes affluer non seulement grâce à des joueurs venant d'autres clubs hongrois, mais aussi de joueurs d'origine hongroise vivant à l'étranger, principalement au Royaume Uni et en Italie. 
En juin 2013, la Hongrie s'est vu accorder le statut de membre Observateur par la RLEF. Par la suite, les magyars ont joué leur premier match comptant pour le classement officiel mondial face à la Grèce, qui comprenait des joueurs professionnels tels que Michael Korkidas et Braith Anasta.
En 2014, l'équipe effectue une tournée en Île-de-France, et la Hongrie participe à la première édition de la Coupe des Balkans de Rugby à XIII organisée en Serbie, son premier tournoi. La Hongrie termine à la quatrième place tout en marquant le premier essai de son histoire face à la Bosnie.

## La sélection nationale en Australie
En 2016, la Hongrie cherche à recruter des joueurs en Australie, issus de l'immigration hongroise. Cette démarche reçoit un écho important car de nombreux joueurs de qualité s'y inscrivent. Plusieurs sessions de formation ont lieu à Sydney, dirigées par l'entraîneur John Wilson et le manager général, Stephen Németh.
Le samedi 4 février 2017, la Hongrie dispute son premier test-match à l'extérieur de l'Europe contre l'Uruguay qui faisait ses débuts sur la scène Internationale, et cela devant plus de 500 spectateurs. La Hongrie domine le match avec un avantage de 50 à 4 au panneau d'affichage. L'équipe était composée uniquement de joueurs australiens d'ascendance hongroise. Ce fut aussi la première victoire de la Hongrie en test match contre une équipe d'un autre continent. Les quatre frères Farkas ont particulièrement brillé en marquant  à eux seuls 30 des 50 points de la Hongrie.
Le mercredi le 8 février 2017, seulement 4 jours après le premier test match, joué à l'extérieur de l'Europe, la Hongrie joue un second test match face à la Thaïlande, en mettant en vedette l'ex- star de la NRL et de la Super league, l'entraineur Brian Smith, devant 100 spectateurs. La Hongrie ouvre le score d'entrée avec deux essais rapides, avant d'en marquer deux de plus avant la mi-temps. La Thaïlande revient dans la partie au cours de la seconde mi-temps en marquant ses premiers points, mais c'est finalement la Hongrie qui remporte le match 44 à 10.

## Le début d'une certaine médiatisation en Hongrie
Les bons résultats de l’équipe dans sa catégorie (que l'on pourrait qualifier de « nations émergentes » en rugby à XIII) et sa progression dans le classement international de la RLIF, (29e en décembre 2017) commence à attirer l'attention des médias puisque deux chaines de télévision de l'Europe de l'Est, Duna World et Digi TV ont consacré des reportages aux matches de la sélection.

## Le baptême du feu face à l'Irlande
La Fédération Hongroise de rugby à XIII a annoncé qu’elle jouera un match test unique contre l’Irlande, à Budapest le 30 juin 2018 au NKE Sportpálya; ce sera la première fois que les deux nations se rencontreront.
Le président de la HRLF, Zsolt Lukács, qualifiant le match comme « le plus important de la courte histoire des Magyar Bulls ».

## Personnalités et joueurs emblématiques
En 2018, le benjamin de l'équipe nationale, Billy Mozer, s'illustre lors du championnat des nations émergentes 2018 ; il aide son équipe à atteindre la quatrième place du tournoi.